# Chionaema stressemanni
Chionaema stressemanni är en fjärilsart som beskrevs av Rothschild 1936. Chionaema stressemanni ingår i släktet Chionaema och familjen björnspinnare. Inga underarter finns listade i Catalogue of Life.